# 不答昔你
不答昔你（?—?），元朝公主，元明宗女儿，祖父元武宗，曾祖父答剌麻八剌，高祖父真金（忽必烈的太子）。
不答昔你的婚姻情况史书没有记载。泰定四年（1327年）八月乙亥，泰定帝赐公主不答昔你媵户钞四千锭。元顺帝至正元年（1341年）二月乙未，元惠宗（顺帝）加封皇姊不答昔你为明惠贞懿大长公主。至正九年（1349年）秋七月，元惠宗赐公主不答昔你平江田五十顷。